# 玻色子星
玻色子星（Boson Star）為一假想中的天體，由玻色子構成。而普遍的星體則主要由費米子構成，除了質量數為偶數的穩定原子核為玻色子。

## 特性
玻色子星須由穩定且自相排斥的玻色子構成：假想中的軸子可能是其構成物質，它也可能是宇宙中未被檢測出的暗物質的成分。
相對於普遍的恆星因重力作用及核融合而發光，它在理論上為不可見及難以探測的。而緻密玻色子星的重力仍可令光的路徑彎曲，與黑洞事件視界附近的情況類似。若玻色子星吸附其他物質，這些物質便可見於其中心，且可能因產生的熱力而發出輻射。據模擬實驗旋轉的玻色子星會因向心力而形成甜甜圈的形狀。

## 貢獻
發現玻色子星可對天文學作出以下貢獻：
- 於星系中心發現高質量的玻色子星可解釋活动星系核的特性，[3]它們可能在宇宙誕生初期引力坍縮中出現。[4]目前以黑洞作為星系中心的說法存在矛盾——科學家未曾觀察到有大量天體圍繞黑洞而形成星系的情況出現。
- 玻色子星為組成暗物質的候選天體。[5]甚至圍繞星系的暗物質暈也可被視為巨型的玻色子星。[6]

至2018年為止尚未發現玻色子星，但科學家希望藉偵測由一對共軌的玻色子星所發出的重力波來發現玻色子星。